# W słońcu i w deszczu
W słońcu i w deszczu – polski serial obyczajowy z 1979 roku w reż. Sylwestra Szyszki.
Autorem scenariusza był Marian Pilot, jeden z czołowych przedstawicieli tzw. nurtu chłopskiego we współczesnej literaturze polskiej. Serial był kręcony w Rydzewie, Kamionce, Kruklankach,Gutach i Giżycku.

## Fabuła
Wieś polska końca lat 70. XX wieku. Starsze dzieci małżeństwa rolników odeszły z gospodarki, opuściły rodzinną wieś i osiadły w mieście. Z rodzicami pozostał jedynie dwudziestoparoletni Bolek Małolepszy, porywczy, niestroniący od alkoholu chłopak włóczący się z rówieśnikami. Jest samotny, bo większość dziewczyn uciekła do miasta. Bolek przejmuje po ojcu parohektarowe, zacofane gospodarstwo i próbuje je unowocześnić – buduje nową oborę i kupuje traktor. Po wielu perypetiach znajduje sobie w końcu żonę, która chce zostać na wsi i prowadzić nowoczesną hodowlę. Skala problemów, z jakimi musi się zetknąć młody gospodarz w końcu jednak przerasta go. Rodzeństwo żąda spłaty, materiałów budowlanych brak, waśnie z sąsiadami, nieporozumienia pomiędzy młodą żoną a jego matką, doprowadzają do odejścia z domu obydwu kobiet, a samego Bolka do pogrążania się w pijaństwie. Dopiero narodziny dziecka młodych gospodarzy godzą wszystkich.

## Obsada
- Jarosław Kopaczewski – Bolek Małolepszy
- Hanna Bieniuszewicz – Julka, żona Bolka
- Wanda Łuczycka – matka Bolka
- Bolesław Płotnicki – Feliks, ojciec Bolka
- Marek Frąckowiak – Franek, brat Bolka
- Kazimiera Utrata – matka Julki
- Zdzisław Kuźniar – ojciec Julki
- Marzena Trybała – Wanda
- Ryszard Mróz – Staszek Nowicki, kolega Bolka
- Janusz Kłosiński – Nowicki, ojciec Staszka
- Tatiana Sosna-Sarno – Krysia
- Włodzimierz Musiał – sołtys Jagła
- Irena Telesz-Burczyk – Jaglina, żona sołtysa
- Zbigniew Chojnowski – syn sołtysa
- Marian Glinka – organista Wojtek Potok
- Jerzy Turek – Ryszard, trener Julki
- Sławomir Zemło – Stefan Knap, były narzeczony Julki
- Ryszard Kotys – Ludwik, majster budujący oborę Bolka
- Janusz Paluszkiewicz – ksiądz proboszcz
- Stanisław Michalski – listonosz Borkiewicz
- Bogdan Baer – handlarz Biegański
- Janusz Dąbrowski – milicjant Kowalski

i inni

## Tytuły odcinków
1. Prawo jazdy
2. Nie zapomnisz nigdy
3. W szachu
4. Na wszystkie fronty
5. Końskie wesele
6. Szczęśliwy ten dom
7. Narzeczeni